# 関口光太郎
関口 光太郎（せきぐち こうたろう、1983年7月31日 - ）は、日本の造形作家。

## 略歴
群馬県前橋市に生まれる。
5歳のときに映画『ゴジラvsビオランテ』を観て衝撃を受ける。関口の公式ホームページの題は『わしの手によるサムシング』だが「人の手によるサムシング」による感動した最初の体験であったと述懐する。
前橋市立細井小学校、前橋市立鎌倉中学校、群馬県立前橋南高等学校、多摩美術大学美術学部彫刻学科卒業。
大学の卒業制作が三宅一生の目に注目されて、三宅の企画展に最年少作家として参加。2012年に『感性ネジ』という作品で第15回岡本太郎現代芸術賞を受賞する。
2019年、別府市の芸術祭『in BEPPU』の招聘作家に選ばれる

## 著書
- 『親子で自由研究 新聞紙とガムテープでこんなのつくれた!』 講談社エディトリアル、2014年